# Zapotal 5ta. Sección
Zapotal 5ta. Sección är en ort i Mexiko.   Den ligger i kommunen Huimanguillo och delstaten Tabasco, i den sydöstra delen av landet, 600 km öster om huvudstaden Mexico City. Zapotal 5ta. Sección ligger 11 meter över havet och antalet invånare är 908.
Terrängen runt Zapotal 5ta. Sección är mycket platt. Runt Zapotal 5ta. Sección är det ganska glesbefolkat, med 45 invånare per kvadratkilometer. Närmaste större samhälle är Blasillo 1ra. Sección, 18,9 km väster om Zapotal 5ta. Sección. Trakten runt Zapotal 5ta. Sección består till största delen av jordbruksmark.